# Сумский завод электронных микроскопов
Сумский завод электронных микроскопов — бывшее промышленное предприятие в городе Сумы Украины. Функционировал в 1959—2009 годах.

## История
Завод был построен в соответствии с шестым пятилетним планом развития народного хозяйства СССР и введён в эксплуатацию в 1959 году.
В 1968 году заводу было присвоено наименование «имени 50-летия ВЛКСМ», в 1971 году завод был награждён орденом Трудового Красного Знамени.
По состоянию на 1984 год, производственные мощности завода включали в себя гальванический цех, каркасно-штамповочный цех, механический цех, сборочный цех, трансформаторный цех, цех микроскопов и масс-спектрометров, а также несколько других структурных подразделений; основной продукцией предприятия являлись электронные микроскопы различных типов и масс-спектрометры.
В советское время завод являлся одним из ведущих предприятий города.
После провозглашения независимости Украины государственное предприятие было переименовано в Сумский завод электронных микроскопов «Электрон» и преобразовано в открытое акционерное общество.
В мае 1995 года Кабинет министров Украины утвердил решение о приватизации предприятия.
В ноябре 1995 года Международная ассоциация академий наук рекомендовала использовать продукцию завода академиям наук
В августе 1997 года завод был включён в перечень предприятий, имеющих стратегическое значение для экономики и безопасности Украины.
К 2009 году завод фактически прекратил деятельность. В 2017 году был признан банкротом, и в 2022 году продан.